# Lochmaeocles sparsus
Lochmaeocles sparsus là một loài bọ cánh cứng trong họ Cerambycidae.